# Пикник в недељо
„Пикник в недељо” је југословенски кратки филм из 1968. године. Режирао га је Карпо Аћимовић Година који је написао и сценарио.

## Улоге
| Глумац        | Улога |
| ------------- | ----- |
| Хида Анзловар |       |
| Ловро Арнич   |       |
| Мира Данилова |       |
| Макс Фуријан  |       |
| Игор Кошир    |       |
| Јанез Рохачек |       |
| Јанез Вајевец |       |